# Rätisches Museum (Sanzeno)
Das Rätische Museum, offiziell Rätisches Museum Zentrum für Archäologie und Altertumsgeschichte im Nonstal – Sanzeno (italienisch Museo Retico Centro per l’archeologia e la storia antica della Val di Non – Sanzeno), ist ein archäologisches Museum in Sanzeno im Trentino, Italien. Es wird vom Amt für Archäologie der Soprintendenza für Kulturgüter der Autonomen Provinz Trient verwaltet.

## Geschichte
Der Bau des Museums ist eng mit der Entdeckung einer vorchristlichen Siedlung am Fundplatz Sanzeno verbunden, die Mitnamensgeber der Fritzens-Sanzeno-Kultur ist. Es vereinigt unter seinem Dach aber nicht nur Exponate dieser aus der Eisenzeit stammenden Kultur, deren Angehörige von den Römern als Räter bezeichnet wurden. Vielmehr erhebt das im Auftrag der Soprintendenza der Autonomen Provinz Trient eingerichtete Museum den Anspruch, als archäologisches Zentrum des Nonstales die Geschichte des Tales von der Urgeschichte bis zum Altertum darzustellen.
An der Stelle, an der das Museum in der Örtlichkeit Casalini errichtet wurde, befand sich früher eine Kiesgrube, in der immer wieder antike Fundstücke entdeckt wurden. Nach dem Erwerb des Grundstückes durch die öffentlichen Hand waren dort seit den 1920er Jahren systematisch archäologische Grabungen durchgeführt worden. Für die Grabungen interessierten sich unter anderem die bekannten Archäologen und Prähistoriker Paolo Orsi, Ettore Ghislanzoni und Pia Laviosa Zambotti. 1993 entschied die Landesregierung, am Rande der Grabungsstätte ein Museum zu errichten, das 2003 provisorisch eröffnet wurde.
Das am nördlichen Ortsausgang von Sanzeno an der Staatsstraße SS 43dir stehende Gebäude wurde vom Architekten Sergio Giovanazzi entworfen. Es soll nach Aussage des Architekten eine kleine Siedlung darstellen, die sich um einen Kirchturm reiht und bereits von Weitem mit ihrer auffälligen, „unruhigen“ Erscheinung Interesse wecken.
Nach der Eröffnung 2003 diente der Bau zunächst für Sonderausstellungen, Tagungen und Filmvorführungen. 2006 wurde das Museum geschlossen und nach Einrichtung der Dauerausstellung im Juni 2008 definitiv der Öffentlichkeit übergeben. Das Rätische Museum bietet museumspädagogische Angebote für Schulklassen an, außerdem ist im Gebäude eine wissenschaftliche Bibliothek untergebracht, die der aus dem Nonstal stammenden Prähistorikerin Pia Laviosa Zambotti gewidmet ist. Das Museum dient auch als administrativer und wissenschaftlicher Stützpunkt für archäologische Grabungen und Untersuchungen im Nonstal.

## Dauerausstellung
Die vom Innenarchitekten Maurizio Buffa gestaltete Dauerausstellung wurde so angelegt, dass die Architektur des Gebäudes mit den musealen Inhalt eine Einheit bildet. Dabei wird der Besucher auf eine imaginäre Zeitreise geschickt, indem er zunächst in das Untergeschoss absteigt und sich dann wie ein Archäologe durch verschiedene Schichten von der Vorgeschichte bis zum Frühmittelalter im Erdgeschoss hinaufbewegt. Der Eindruck, sich unter der Erde zu bewegen, wird architektonisch dadurch verstärkt, dass auf den Einbau von Fenstern verzichtet wurde.
Die mit multimedialen Inhalten bereicherte Dauerausstellung ist in vier chronologische Themenbereiche untergliedert, die noch einmal thematisch aufgegliedert sind. Im ersten Saal sind nach einer kurzen Einführung zur Archäologie und zum Nonstal die Stein- und Bronzezeit dargestellt. Neben Werkzeugen und Waffen aus bearbeitetem Feuerstein sind verschiedene Tongefäße der Laugen-Melaun-Kultur sowie Objekte aus Kupfer und Bronze ausgestellt, die unter anderem an mehreren im Tal verstreuten Brandopferplätzen gefunden wurden. Eine Besonderheit stellt der Statuenmenhir aus Revò aus der Kupfersteinzeit dar. Er ähnelt Funden, wie sie unter anderem bei Arco am Gardasee gemacht wurden, und ist der bislang einzige im Nonstal entdeckte Statuenmenhir.
Der nächste Ausstellungsabschnitt beschäftigt sich eingehend mit der Fritzens-Sanzeno-Kultur. Neben Exponaten aus dem Alltag der Räter, wie landwirtschaftliche Werkzeuge aus Eisen und Tongefäßen, sind einige Situlen ausgestellt. Die in ihrer Form charakteristischen Eisengefäße zeugen von den Kontakten zwischen der Fritzens-Sanzeno-Kultur und den Etruskern. Sie verbreiteten sich im Nonstal zwischen dem 5. und 4. Jahrhundert v. Chr. und sind mit verschiedenen Szenen aus dem Leben der Räter dekoriert, die Aufschluss über ihre Kultur geben. Zu den augenfälligsten Ausstellungsstücken gehört der sogenannte Reiter von Sanzeno, ein kleines Bronzegussrelief, das als Votivgabe diente und als Museumslogo genutzt wird. Raum wird auch der rätischen Schrift gegeben, die sich ab dem 6. Jahrhundert v. Chr. verbreitete und auf vielen Kultgegenständen anzutreffen ist. Gegen Ende des Saales wird auf den von den Römern ab dem 1. Jahrhundert v. Chr. ausgeübten Einfluss auf die Fritzens-Sanzeno-Kultur eingegangen und wie Letztere relativ schnell absorbiert und romanisiert wurde.
Der anschließende der römischen Epoche gewidmete Bereich beginnt mit einer originalgetreuen Nachbildung der im Castello del Buonconsiglio in Trient aufbewahrten und in Cles auf den Campi Neri aufgefundenen Tabula Clesiana. Sie besteht aus einer lateinischen Inschrift, mit einem Erlass des römischen Kaisers Claudius aus dem Jahr 46 n. Chr. Daneben sind unter anderem zwei römische Statuen aus der zweiten Hälfte des 1. Jahrhunderts n. Chr. ausgestellt, die in Smarano entdeckt wurden. Des Weiteren sind mehrere mit Inschriften versehene Grabsteine römischer Veteranen zu sehen, die bei der Verbreitung der römischen Kultur im Nonstal eine wichtige Rolle spielten. Zahlreiche Exponate stammen aus der in Sanzeno errichteten römischen Siedlung, der einzig bislang bekannten und teilweise untersuchten römischen Siedlung im Tal. Abschließend wird als Übergang zum letzten Ausstellungsbereich auf den Totenkult der Römer eingegangen. Gezeigt werden verschiedene Objekte aus einigen der etwa 20 Nekropolen, die die Römer im Nonstal hinterlassen haben.
Der letzte Bereich befasst sich mit dem Thema Religion im Nonstal. Ab dem 3. Jahrhundert n. Chr. begann sich der Mithraskult im Tal zu verbreiten. Zeugnisse des Kultes wurden in Sanzeno und Tuenno gefunden. Bereits im nächsten Jahrhundert setzte langsam, und nicht ohne auf den Widerstand der örtlichen Bevölkerung zu stoßen, die Christianisierung im Tal ein. In diesem Zusammenhang ist auch der Tod der drei im Nonstal 397 n. Chr. gestorbenen christlichen Märtyrer Sisinius, Martyrius und Alexander zu sehen. Ausgestellt sind die Kopien der Reliquienschreine der drei Märtyrer, denen die Basilika Santi Martiri Anauniesi in Sanzeno geweiht ist.

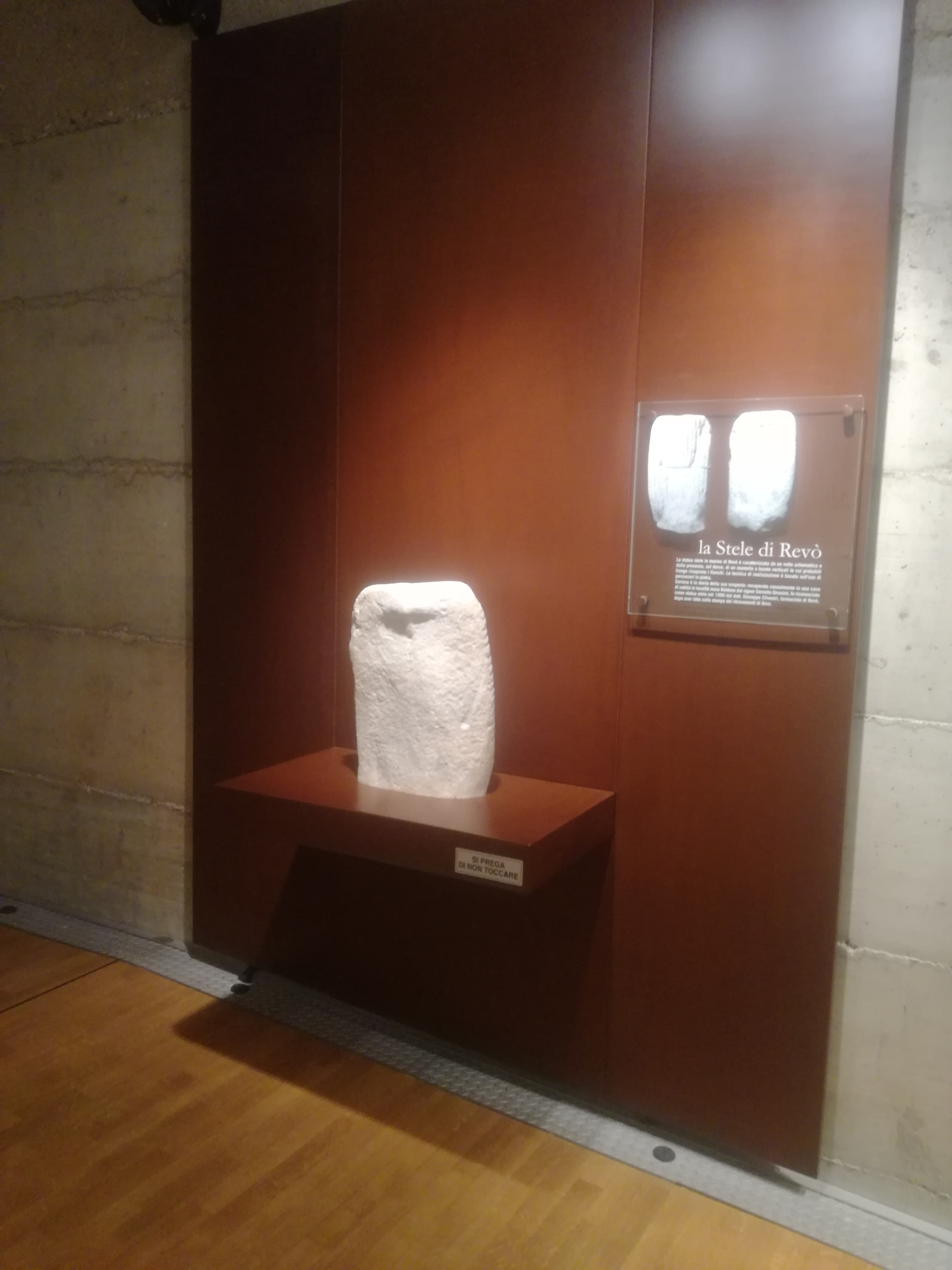
Statuenmenhir aus Revò
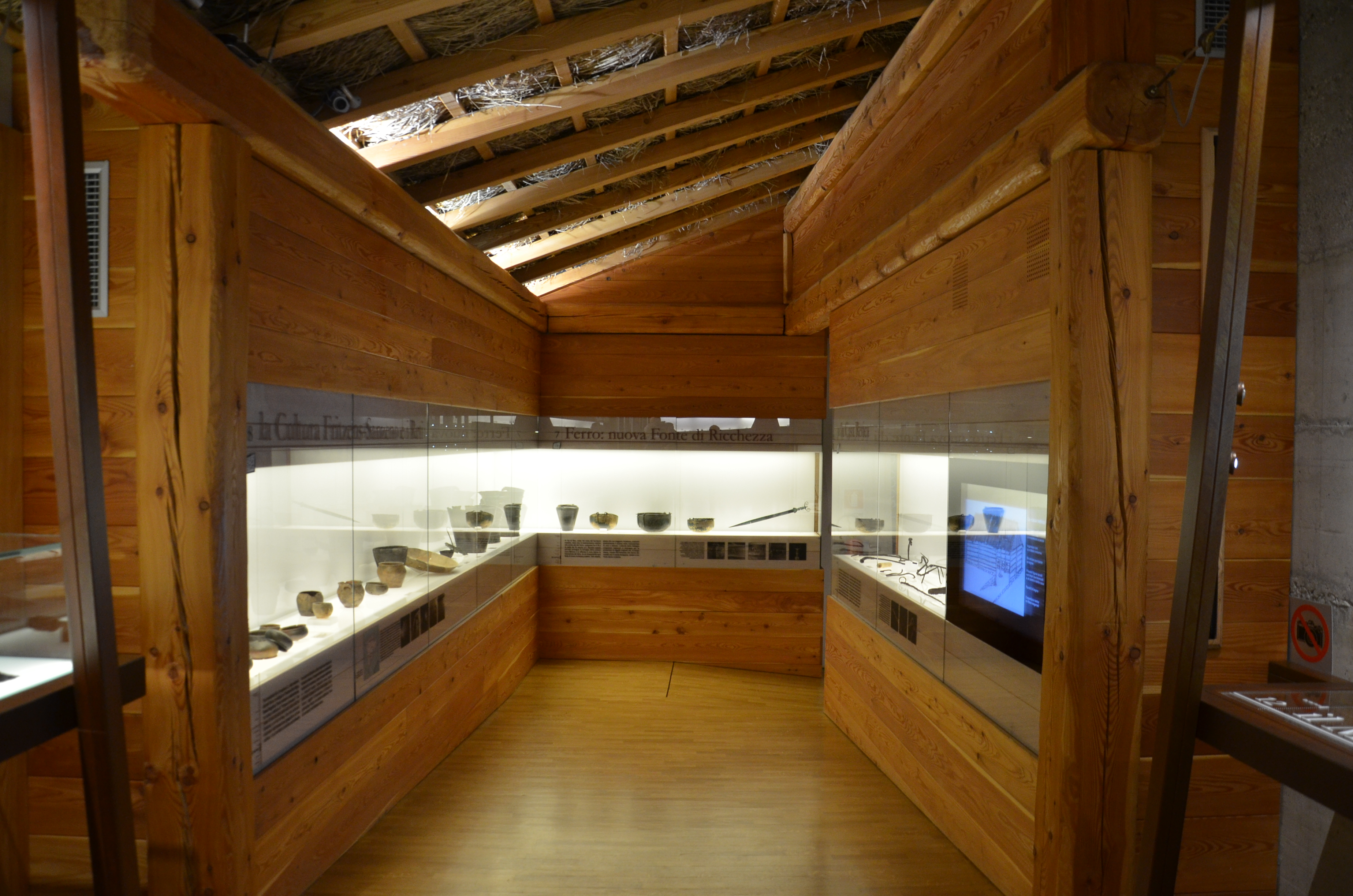
Saal zur Fritzens-Sanzeno-Kultur
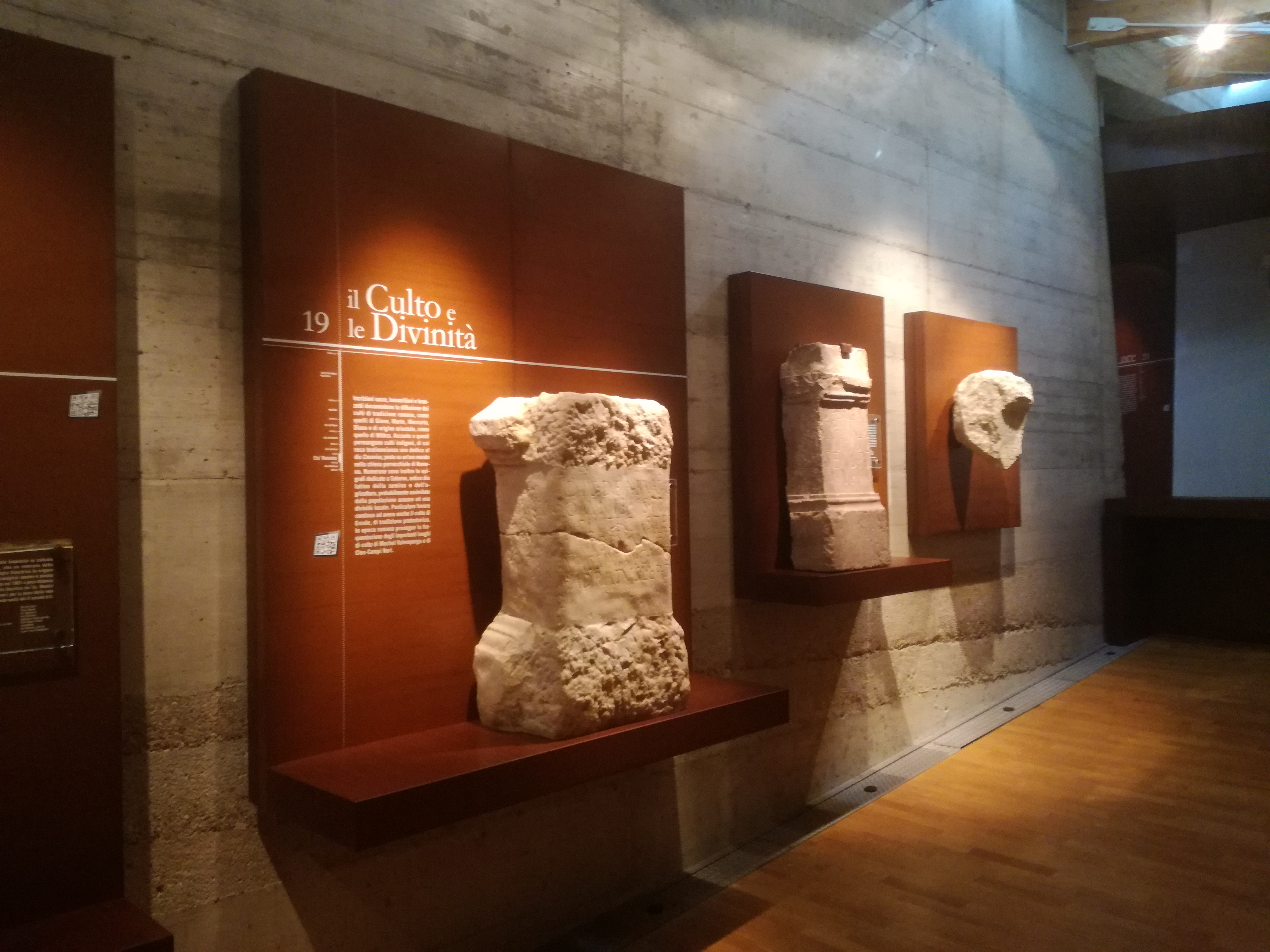
Römische Grabsteine
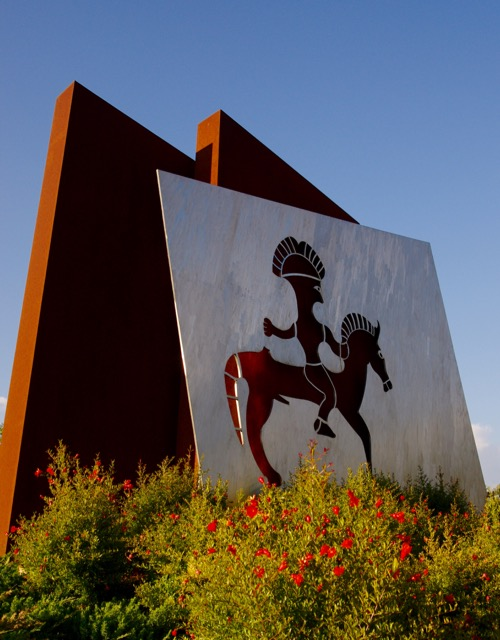
Museumslogo Rätischer Reiter